# Ralph Baer
Ralph Henry Baer (ur. 8 marca 1922 w Pirmasens, zm. 6 grudnia 2014 w Manchesterze) – amerykański wynalazca i inżynier pochodzenia żydowskiego, jeden z pionierów przemysłu gier komputerowych.

## Życiorys
Dzieciństwo spędził w Kolonii. Z powodu żydowskiego pochodzenia został wydalony ze szkoły w 1936 r. Wyemigrował wraz z rodziną z Niemiec przed wydarzeniami nocy kryształowej, przez Holandię dotarł w sierpniu 1938 do Stanów Zjednoczonych. Pracując w fabryce uczestniczył w korespondencyjnych kursach National Radio Institute technika radiowego, po ukończeniu których w 1940 r. rozpoczął własną działalność naprawiając sprzęt radiowo-telewizyjny. Uczestniczył w II wojnie światowej jako poborowy US Army w 1943 r. skierowany do wywiadu wojskowego po przeszkoleniu w Fort Ritchie, służąc także we Francji, gdzie zajmował się szkoleniami dotyczącymi niemieckiego uzbrojenia. Powracając z Europy w 1946 r. przywiózł znaczącą (18 ton) kolekcję broni strzeleckiej, którą prezentował w Aberdeen, Springfield i Fort Riley.

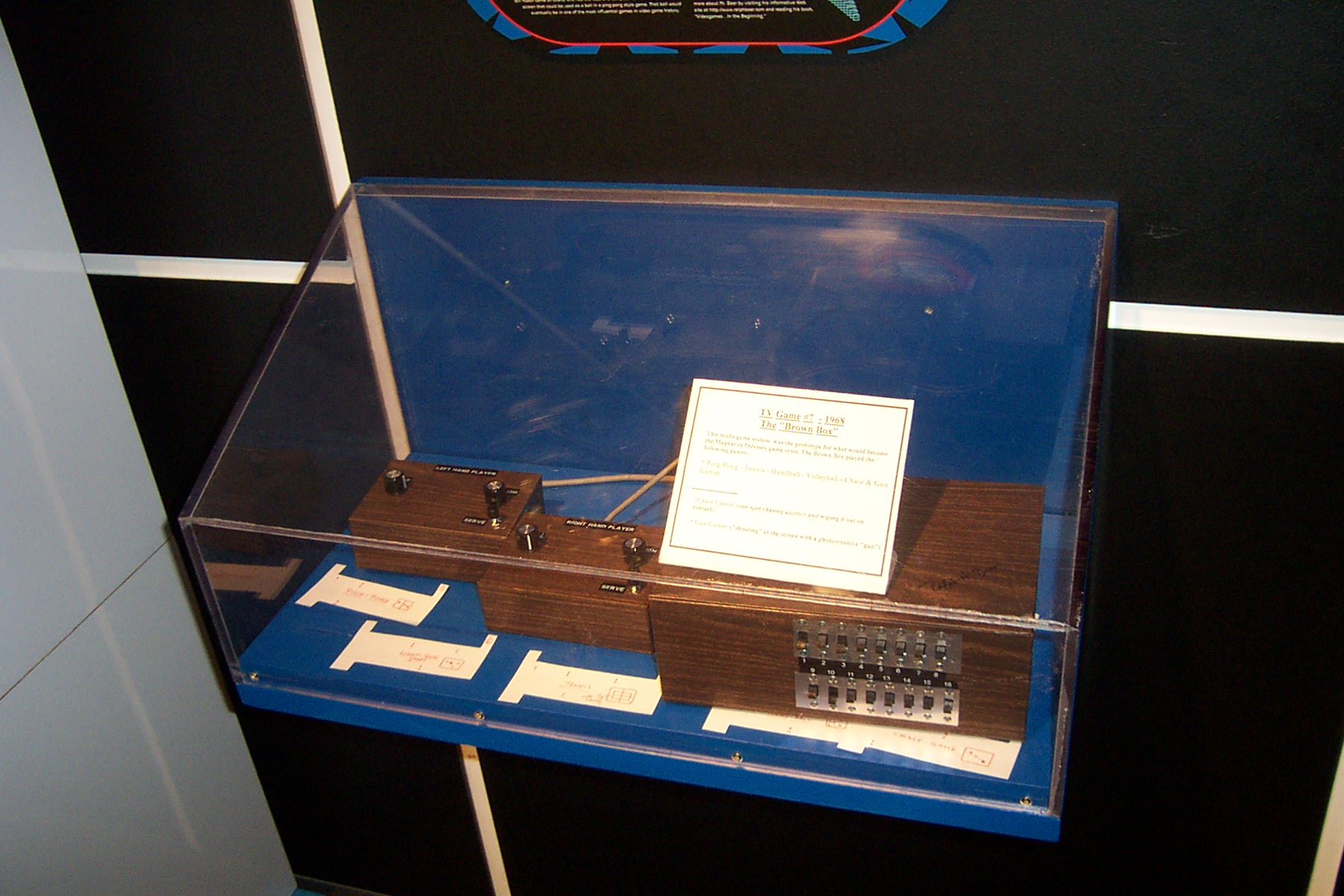
Konsola gier wideo Brown Box

W 1949 roku ukończył studia o profilu inżynierii telewizyjnej w American Television Institute of Technology w Chicago. Po powrocie do Nowego Jorku pracował w latach 1949–1950 jako inżynier w Wappler Inc. projektując sprzęt medyczny, a przez kolejne dwa lata w Loral Electronics zajmując się radarami do wykrywania okrętów podwodnych czy odbiorników TV. W 1952 r. poślubił Denę Whinston, z którą miał troje dzieci (James (1955), Mark (1957) i Nancy Doris (1960)). Po ślubie pracował w Transitron Inc. konstruując sprzęt radarowy, lotniczy i radiokomunikacyjny. W 1955 przeprowadził się do Manchester, gdzie przeniosła się zatrudniająca go firma. Próbował wtedy zainteresować kierownictwo firmy Loral stworzeniem gry, która pozwoliłaby wyróżnić się na rynku ich odbiornikom TV, jednak nie wyrazili zainteresowania. W 1956 zatrudnił się w spółce Sanders Associates realizującej zlecenia wojskowe, gdzie prowadził prace nad systemami radarowymi i nasłuchowymi dla wywiadu. Awansując kierował 8 wydziałami R&D, dysponując 500 pracownikami personelu.

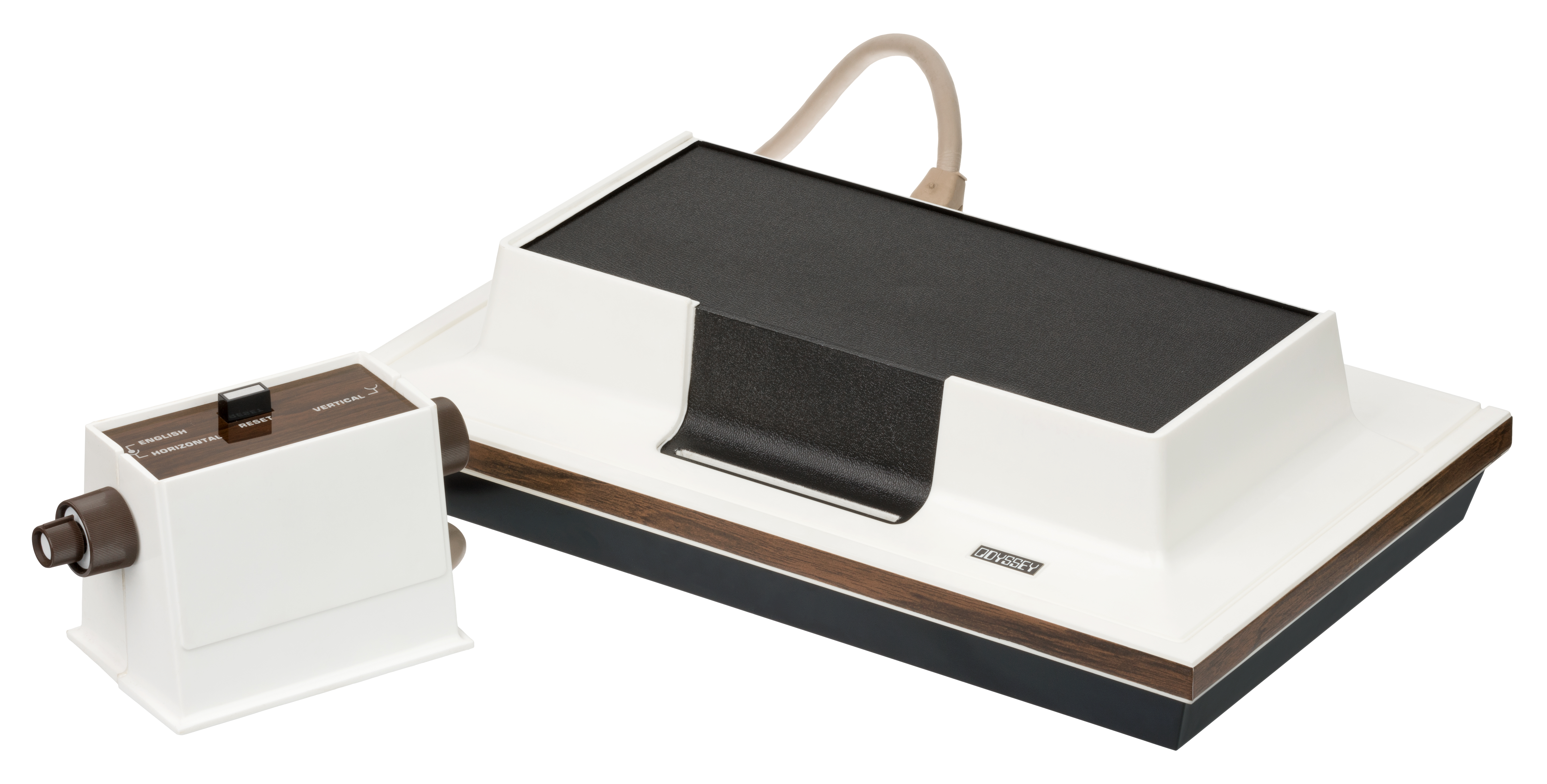
Konsola gier wideo Magnavox Odyssey

Wrócił wtedy do wcześniejszego pomysłu – zastanawiał się nad sposobem wykorzystania telewizora jako narzędzia interaktywnej rozrywki. 1 września 1966 roku opracował plan opisujący sposób wyświetlania gier komputerowych na odbiornikach telewizyjnych. Jako pierwszy na świecie grał w dwuosobową grę wideo 7 maja 1967 r. Osiągnął swój cel, prezentując 1 października 1968 roku stworzoną przez siebie konsolę Brązowe Pudełko (Brown Box) podłączaną do telewizorów. Była to pierwsza w historii konsola gier wideo; zawierała między innymi uproszczoną wersję tenisa stołowego, siatkówki, piłki nożnej oraz zręcznościową grę sterowaną przy użyciu pistoletu świetlnego. W 1971 roku Baer sprzedał prawa do Brązowego Pudełka spółce Magnavox, czego efektem była konsola Magnavox Odyssey. Nie odniosła jednak sukcesu komercyjnego (sprzedano 100.000 szt. w pierwszy roku, łącznie ok. 350.000), w dużej mierze z powodu nieprzemyślanej kampanii reklamowej, której nie pomógł nawet występ Franka Sinatry. Producent uważał, że konsola gier wideo nie może być samodzielnym produktem przynoszącym znaczne zyski, traktując ją jedynie jako narzędzie zwiększające sprzedaż telewizorów. Po wstrzymaniu sprzedaży Magnavox Odyssey w 1974 roku urażony Baer próbował później sprzedaży swojego patentu firmie Coleco. Kiedy ta nie była w stanie wprowadzić na rynek swojej konsoli Coleco Telstar z powodu braku przejścia wymaganych testów FCC, Baer rozwiązał ich problemy, a konsola ta sprzedała się w 1976 roku w ponad milionie egzemplarzy. Prawa do patentu przejęło ostatecznie Atari z konsolą Home Pong.

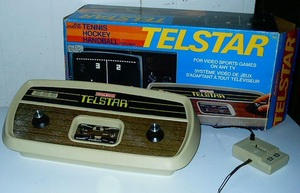
Konsola gier wideo Coleco Telstar

Od 1970 roku kierował fabryką produkującą obwody drukowane, a w latach 1974–1987 kierował grupami badawczymi Sanders zajmującymi się systemami treningowymi i symulatorami z zastosowaniem magnetowidów, dysków wideo i CD-RM oraz komputerów. Wymyślał nowe gry wideo także dla sieci TV kablowej z Warner Communications. Zatrudniony w Sanders do roku 1987, współpracował z nią jako konsultant do 1990 r. Nie zajmował się już później działalnością w branży gier wideo.

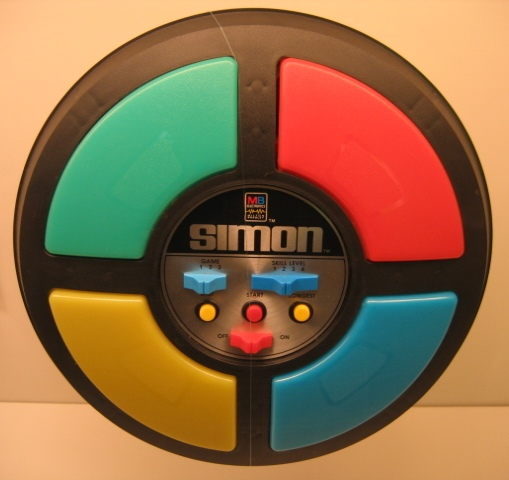
Gra Simon z 1978

W 1975 r. założył własną firmę R.H. Baer Consultants. Kontynuował prace nad nowymi pomysłami na gry dla Marvin Glass & Associates. Wymyślił gry: Simon (elektroniczną grę pamięciową, polegającą zapamiętywaniu kolejności dźwięków, odtwarzanych po naciśnięciu 4 kolorowych paneli, symbol lat 80.), Maniac, Amazatron, Computer Perfection, zabawki Laser Command, Smarty Bear Video (pluszowego misia z wbudowanym systemem wideo, rozmawiającego z bohaterami kreskówek z kaset wideo sterowanego dźwiękami w ścieżce dźwiękowej) czy pierwszą mówiąca kartkę pocztową.
Od 1987 r. współpracował z wieloma producentami gier i zabawek, uczestnicząc w powstawaniu książek dźwiękowych, mówiącego licznika rowerowego Bike-Max. W latach 2004–2006 zbudował repliki swoich pierwszych gier wideo z lat 60., które przekazał Museum of the Moving Image w Astorii. W 2005 roku przekazał oryginały pierwszych skonstruowanych przez siebie gier wideo oraz bogate archiwa do Smithsonian Institution.
Jest autorem ponad 150 amerykańskich i zagranicznych patentów.

## Wyróżnienia

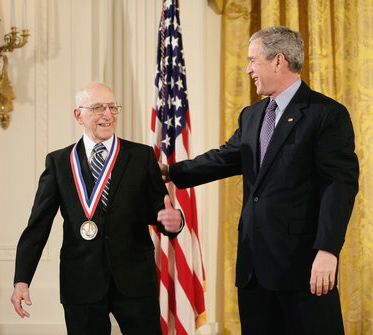
Raplh Baer (z lewej) odbierający National Medal of Technology z rąk prezydenta USA George’a W. Busha

Został uhonorowany przez rząd Stanów Zjednoczonych w 2004 roku medalem National Medal of Technology w uznaniu pionierskiego wkładu w rozwój przemysłu gier wideo, edukacji i rozrywki (wręczona 13 lutego 2006). W 2021 roku System Rezerwy Federalnej wyemitował upamiętniającą Ralpha Baera monetę okolicznościową o nominale 1 dolara.

## Wybrane publikacje

### Książki
- Ralph H. Baer: Videogames: in the beginning. Springfield: Rolenta Press, 2005-04-26. ISBN 978-0-9643848-1-1. (ang.). Brak numerów stron w książce

### Artykuły
- Ralph H. Baer. Television Games: Their Past present, and Future. „IEEE Transactions on Consumer Electronics”. CE-23 (4), s. 496-504, 1977-11. Nowy Jork: IEEE. DOI: 10.1109/TCE.1977.266848. ISSN 0098-3063. OCLC 311085666. (ang.).

### Wywiady
- Edwards Benj: The Right to Baer Games – An Interview with Ralph Baer, the Father of Video Games. Gamasutra, 2007-03-23. [dostęp 2013-09-01]. (ang.).

### Materiały archiwalne
- Ralph H. Baer Papers, Archives Center, National Museum of American History, Smithsonian Institution
  - Series 1, Autobiographical Documents, 2000–2006
  - Series 2, WWII Small Arms Documents, 1943–1953
  - Series 3, Hans Otto Mauksch materials, 1944–1964
  - Series 4, TV Game Documents, 1966–1972
- Ralph H. Baer Papers, 1960s–2009, Library and Archival Collections, International Center for the History of Electronic Games

### Patenty
- US005737247 Bicycle accessory with voice synthesis capability
- US005531600 Interactive audio-visual work
- US005437552 Interactive audio-visual work
- US004875096 Encoding of audio and digital signals in a video signal
- US004846693 Video based instructional and entertainment system using animated figure
- US004786967 Interactive video apparatus with audio and video branching
- US004654700 Optical decoder
- US0RE032305 Method of employing a television receiver for active participation
- US0RE032282 Television gaming apparatus
- US004571640 Video disc program branching system
- US004567532 Selectable view video record/playback system
- US004540176 Microprocessor interface device
- US004496158 Electro-optical sensor for color television games and training systems
- US004395045 Television precision target shooting apparatus and method
- US004359223 Interactive video playback system
- US004357014 Interactive game and control therefor
- US004355805 Manually programmable video gaming system
- US004346407 Apparatus for synchronization of a source of computer controlled video to another video source
- US004342454 Method and apparatus for instant replay and other capabilities for microprocessor-controlled video games
- US004310854 Television captioning system
- US004240638 Microprocessor controlled game apparatus
- US004216965 Microcomputer controlled electronic game apparatus
- US004207087 Microcomputer controlled game
- US004194198 Digital preprogrammed television game system
- US004166621 Programmable record changer
- US004153821 Optical scanner masking means
- US004119844 Phonograph cartridge and sensor assembly
- US004117511 Universal television interface and sync generator therefor
- US004109114 Programmable phonograph device
- US004093832 Programmable record changer
- US004082292 Tone arm lift mechanism
- US004077049 Universal television interface
- US004034990 Interactive television gaming system
- US003993861 Digital video modulation and demodulation system
- US003991266 Dual image television
- US003921161 Preprogrammed television gaming system
- US0RE028598 Television gaming apparatus and method
- US003829095 Method of employing a TV receiver for active participation
- US003737566 Television coder and decoder
- US003728480 Television gaming and training apparatus
- US003659285 Television gaming apparatus
- US003559221 Recording CRT light gun & method
- US003611321 Memory device and methods and circuits relating thereto
- US003433442 Parachute dereefing system
- US003629939 Multilayer core memory process
- US003320604 Indicator announcing system
- US002898511 Sweep generators
- US002711513 Modulating systems